# ديكلان فيتزباتريك
ديكلان فيتزباتريك (بالإنجليزية: Declan Fitzpatrick)‏ هو لاعب اتحاد الرغبي بريطاني، ولد في 12 يوليو 1983 في برومزغروف ‏ في المملكة المتحدة.

## وصلات خارجية
- ديكلان فيتزباتريك عل موقع إسبنسكروم (الإنجليزية)
- ديكلان فيتزباتريك على موقع ItsRugby.co.uk (الإنجليزية)